# Zweigdrosslinge

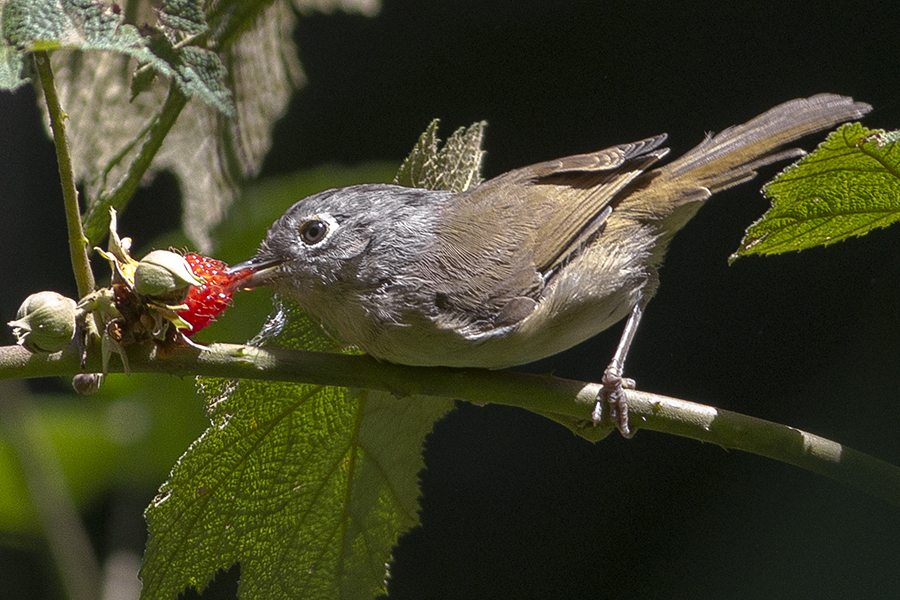
Nepalzweigdrossling (Alcippe nipalensis)

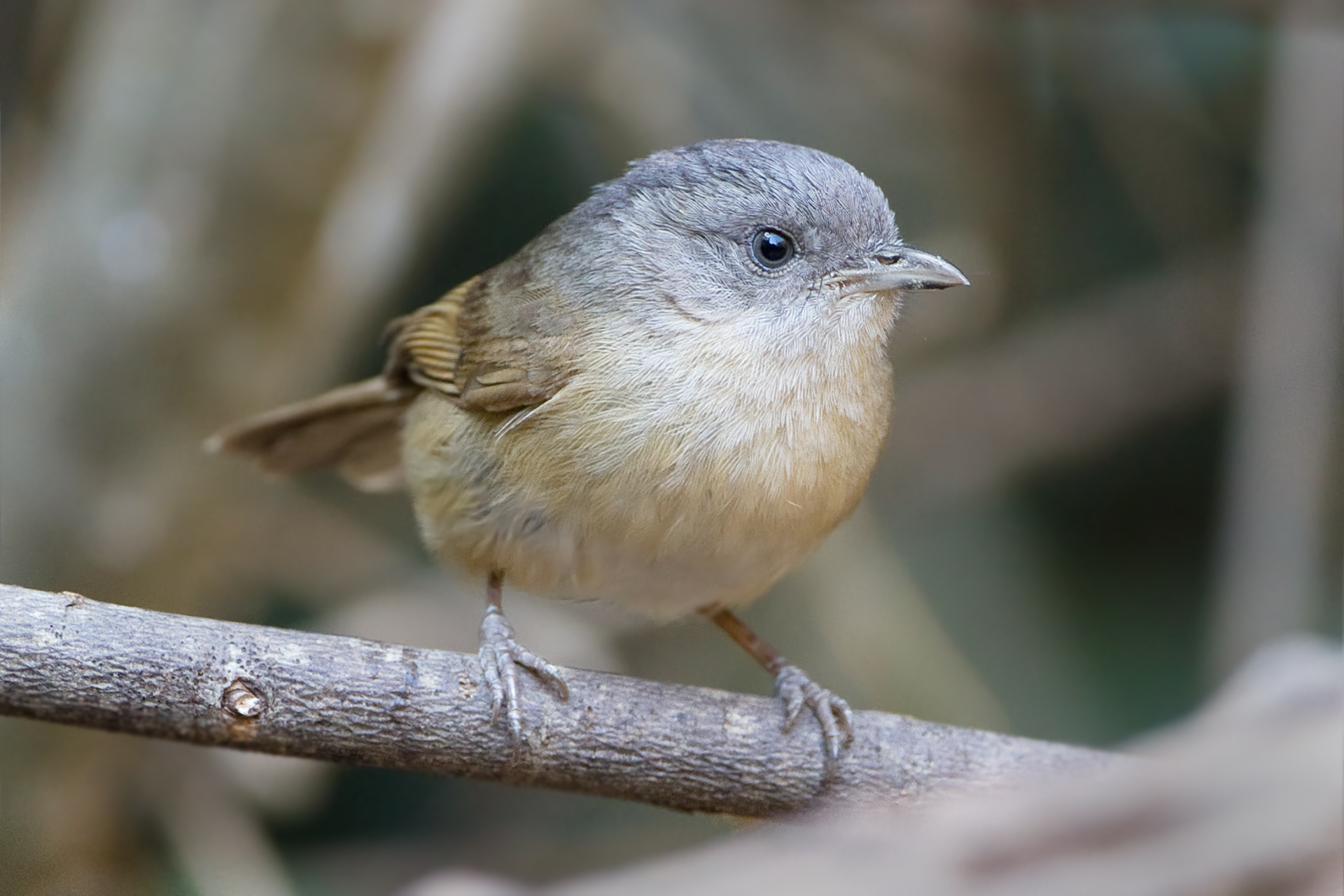
Graukopf-Zweigdrossling (Alcippe poioicephala)

Die Zweigdrosslinge (Alcippe), abgeleitet von der wissenschaftlichen Bezeichnung auch Alzippen genannt, sind eine Singvogelgattung, die in Südostasien und anderen Regionen der Orientalis vorkommt.

## Merkmale
Zweigdrosslinge sind kleine Vögel mit Längen von 12,5 bis 16,5 cm und einem Gewicht von 13,2 bis 18,3 g. Die oberen Partien des Gefieders sind bräunlich oder olivgrau, die Bauchseite für gewöhnlich weißlich oder rötlich. Kopfoberseite und Hals sind braun oder grau. Oft sind ein weißer Augenring oder ein dunkler Überaugenstreifen zu sehen. Zweigdrosslinge sind kleiner als die verwandten Häherlinge (Leiothrichidae) und haben ein weniger farbiges Gefieder als diese. Verglichen mit den Drosslingen (Pellorneidae) haben die Zweigdrosslinge zierlichere Beine und ihre Lebensweise ist mehr arboreal.

## Systematik
Alcippe, die wissenschaftliche Bezeichnung der Zweigdrosslinge, wurde im Jahr 1844 durch den englischen Ornithologen Edward Blyth eingeführt. Der Name stammt aus der griechischen Mythologie; Alkippe ist die Tochter des Kriegsgotts Ares und der Aglauros. Die Gattung Alcippe wurde ursprünglich zu den Timalien (Timaliidae) gerechnet und später in die Familie der Häherlinge gestellt. Da sie sich aber stark von den übrigen Häherlingen unterscheidet und die evolutionäre Trennung der Gattung Alcippe von den übrigen Häherlingen und den Drosslingen schon während des frühen Miozäns stattfand, wurde für die Gattung im Jahr 2019 durch den chinesischen Zoologe Tianlong Cai und seine Mitarbeiter eine eigenständige Familie eingeführt. Da die Bezeichnung Alcippidae schon durch eine Gruppe mariner Rankenfußkrebse präokkupiert war, wurde der Name Alcippeidae gewählt. Die Alcippeidae sind die Schwestergruppe der Leiothrichidae, beide Familien zusammen die Schwestergruppe der Pellorneidae und die von allen drei Familien gebildete Klade ist die Schwestergruppe der Timalien.

## Arten
- Braunschwanz-Zweigdrossling (Alcippe brunneicauda)
- Davidzweigdrossling (Alcippe davidi)
- Yunnan-Zweigdrossling (Alcippe fratercula)
- Weißbauch-Zweigdrossling (Alcippe grotei)
- Huetzweigdrossling (Alcippe hueti)
- Grauwangen-Zweigdrossling (Alcippe morrisonia)
- Nepalzweigdrossling (Alcippe nipalensis)
- Malaienzweigdrossling (Alcippe peracensis)
- Graukopf-Zweigdrossling (Alcippe poioicephala)
- Rotrücken-Zweigdrossling (Alcippe pyrrhoptera)

Sieben ursprünglich zur Gattung Alcippe gezählte Arten wurden in die Gattung Schoeniparus überführt, die den Drosslingen zugerechnet wird.

## Belege
1. 1 2 3 4  Tianlong Cai, Alice Cibois, Per Alström, Robert G. Moyle, Jonathan D. Kennedy, Shimiao Shao, Ruiying Zhang, Martin Irestedt, Per G. P. Ericson, Magnus Gelang, Yanhua Qu, Fumin Lei, Jon Fjeldså: Near-complete phylogeny and taxonomic revision of the world’s babblers (Aves: Passeriformes). Molecular Phylogenetics and Evolution, Volume 130, Januar 2019, Seite 346–356, doi: 10.1016/j.ympev.2018.10.010, PDF
2. 1 2  Moyle, R.G., M.J. Andersen, C.H. Oliveros, F. Steinheimer und S. Reddy (2012): Phylogeny and Biogeography of the Core Babblers (Aves: Timaliidae)., Syst. Biol. 61, 631–651. DOI: 10.1093/sysbio/sys027